# カレドニアン鉄道812形蒸気機関車
カレドニアン鉄道812形・652形（Caledonian Railway 812 and 652 Classes）は、ジョン・F・マッキントッシュが設計し、1899年にカレドニアン鉄道に導入された蒸気機関車。721形と同形式のボイラーを持つ。

## 製造
次の96台が製造された。
| 製造年度 | 台数 | 製造番号 | 製造所                     | 製造番号  | LMS車番     | 英国鉄車番  | 備考 |
| -------- | ---- | -------- | -------------------------- | --------- | ----------- | ----------- | ---- |
| 1899     | 17   | 812–828  | セント・ロロックス鉄道工場 | Y054      | 17550–17566 | 57550–57566 |      |
| 1899     | 10   | 829–838  | ニールソン                 | 5613–5622 | 17567–17576 | 57567–57576 |      |
| 1900     | 10   | 839–848  | ニールソン                 | 5623–5632 | 17577–17586 | 57577–57586 |      |
| 1900     | 15   | 849–863  | シャープ・スチュアート     | 4633–4647 | 17587–17601 | 57587–57601 |      |
| c.1900   | 15   | 864–878  | ダブス                     | 3880–3894 | 17602–17616 | 57602–57616 |      |
| 1899     | 12   | 282–293  | セント・ロロックス鉄道工場 | Y058      | 17617–17628 | 57617–57628 |      |

| 製造年度 | 台数 | カレドニアン鉄道番号 | 製造所                     | 製造番号  | LMS Nos.    | BR Nos.     | 備考 |
| -------- | ---- | -------------------- | -------------------------- | --------- | ----------- | ----------- | ---- |
| 1908     | 8    | 652–659              | セント・ロロックス鉄道工場 | Y087-Y086 | 17629–17636 | 57629–57636 |      |
| 1908     | 4    | 662–665              | セント・ロロックス鉄道工場 | Y086      | 17637–17640 | 57637–57640 |      |
| 1909     | 4    | 325–328              | セント・ロロックス鉄道工場 | Y086      | 17641–17644 | 57641–57644 |      |
| 1909     | 1    | 661                  | セント・ロロックス鉄道工場 | Y086      | 17645       | 57645       |      |

唯一の現存機である828号機等17台が旅客列車編成のためにウェスティングハウスの空気ブレーキを装備した。1923年の併合でロンドン・ミッドランド・アンド・スコティッシュ鉄道（LMS）が全機を継承した。1948年の国有化の時点まで稼働していたのは17567号、17598 号、17610号のわずか3台である。1963年に最後の1台が引退した。

## 保全
828号機（LMS鉄道17566号機、英国鉄57566号機）が、唯一現存し、スコットランドの重要な産業遺産となっている。現在はストラスペイ鉄道で保存されている。

## フィクション
ウィルバート・オードリーの児童書汽車のえほんに登場する双子の機関車・ドナルドとダグラスのモデルとなった。2人は、ソドー島に来る前に57646及び57647の架空の番号を与えられている。